# Синяк, Николай Георгиевич
Николай Георгиевич Синяк (бел. Мікалай Георгіевіч Сіняк, 11 сентября 1972, Слоним) — белорусский ученый, кандидат экономических наук, доцент, вице-президент Университета управления «ТИСБИ» (Казань, Россия).

## Биография
Окончил с отличием Белорусский государственный технологический университет в 1995 году по специальности «Машины и оборудование лесного комплекса». В 1998 году окончил аспирантуру этого же университета по специальности «Экономика и управление народным хозяйством». Позже также обучался в докторантуре БГТУ. В 2001 году прошёл переподготовку по специальности «Английский язык» в Минском государственном лингвистическом университете.
Диссертацию на соискание ученой степени кандидата экономических наук по специальности «Экономика и управление народным хозяйством» защитил в 1998 году в Белорусском государственном технологическом университете. Тема диссертации: «Методы обоснования производственной программы мебельного предприятия». В 2005 году Высшая аттестационная комиссия Республики Беларусь присвоила ему ученое звание доцента по специальности «Экономика», а в 2019 году оформила ему национальный диплом доктора философии по экономике (PhD).
Работал на предприятиях в сфере деревообработки и машиностроения в Слониме и Минске. С 1998 по 2017 год работал в Белорусском государственном технологическом университете в Минске, в том числе в 2008—2009 годах занимал должность заведующего кафедрой экономики и управления на предприятиях химико-лесного комплекса, а с 2009 по 2017 годы занимал должность заведующего кафедрой организации производства и экономики недвижимости этого же вуза. С 2017 года — профессор, а с октября 2018 года — декан факультета прикладной теории информации, машинного интеллекта и робототехники в Университете информационных наук и технологий имени Святого Апостола Павла в Охриде (Македония). Также являлся научным сотрудником факультета социально-экономических отношений Тренчинского университета Александра Дубчека в Словакии, вице-президентом по международному развитию Университета UMEF в Женеве (Швейцария), а также приглашенным профессором Западно-саксонской высшей школы в городе Цвиккау в Германии.
В период с 2020 по 2023 год занимал должность ректора Частного института управления и предпринимательства в Минске, сменившего название в 2023 году на Международный институт управления и предпринимательства.
С 2023 года является вице-президентом Университета управления «ТИСБИ» (Казань, Россия).

## Научные интересы
Основные научные интересы сконцентрированы в области цифровой экономики, «смарт» устойчивого развития, менеджмента, экономики предприятий, экономики недвижимости, её оценки и управления. Исследует также вопросы экономики лесного хозяйства и развития лесопромышленного комплекса, инновационного и устойчивого развития предприятий и отраслей экономики, занимается экономико-математическим моделированием и решением актуальных задач по экономике и управлению для целей устойчивого развития, изучает проблемы повышения эффективности использования и вовлечения государственной собственности в экономическую деятельность, вопросы реструктуризации предприятий.
Автор более 200 научных публикаций, в том числе десяти монографий и двух десятков учебных и учебно-методических изданий. Подготовил кандидата наук. Организатор и член организационных и программных комитетов ряда международных научных и научно-практических конференций в Беларуси и за рубежом. Член редакционных коллегий ряда отечественных и международных научных журналов.

## Общественная активность
Специальный представитель Генерального секретариата организации Евразийского экономического сотрудничества (EECO) по вопросам недвижимости в странах Европейского союза (с 2018 года). Был членом Высшего совета Евразийского рынка недвижимости, Немецкого общества исследователей недвижимой собственности, Европейского Общества недвижимости и др. Является национальным сертифицированным экспертом в сфере частно-государственного партнерства.